# Martin von Hase
Dietmar Otto Martin von Hase (* 6. Dezember 1901 in Leipzig; † 15. Oktober 1971 in Wiesbaden) war ein deutscher Verlagsbuchhändler und Buchwissenschaftler, ab 1936 Teilhaber des sich im Familienbesitz befindlichen Musikverlages Breitkopf & Härtel. Ab 1965 war er wissenschaftlicher Leiter des Archivs der Vereinigten Altenburger und Stralsunder Spielkartenfabriken in Leinfelden.

## Familie
Martin v. Hase war das neunte Kind und jüngster Sohn des Großherzoglich Sächsisch Geheimen Hofrats Georg Oskar Immanuel von Hase (1846–1921), Verlagsbuchhändler und Miteigentümer des Musikverlages Breitkopf & Härtel in Leipzig, und dessen Frau Johanna Marie Louise, geb. Zarncke (1856–1911). Seine Großeltern väterlicherseits waren der Jenenser Theologe und Kirchenhistoriker Karl von Hase (1800–1890) und dessen Frau Pauline, geb. Härtel (1809–1885), Tochter des Musikverlegers Gottfried Christoph Härtel. Martin v. Hase heiratete am 14. April 1932 in München Susanna Bühler (* 22. September 1904 in Colmar/Elsaß; † 9. März 1993 in Grafing bei München). Ihre Eltern waren Wilhelm Bühler, Kaiserlicher Baurat (1853–1934) und Eugenie, geb. Müller (1871–1959).
Kinder: Dorothee (1934–2007, Sprachlehrerin am Goethe-Institut Buenos Aires, verh. mit Guillermo Roberto Moncayo, Professor für Völkerrecht); Andreas (1935, Rechtsanwalt); Ulrike (1939, Kunsthistorikerin, verh. mit Henning Schmundt, Industriekaufmann).

## Leben
v. Hase studierte Buchwissenschaften, Kunstgeschichte, Archäologie und Germanistik an den Universitäten Leipzig, München und Jena. Dort promovierte er bei Paul Weber 1927 mit einer Dissertation zu Johann Michael genannt Michel Buchführer alias Michel Kremer (Straßburg, 1928) zum Dr. phil der Buchwissenschaften.
Das Studium wurde begleitet von einer Lehrzeit als Buch- und Verlagsbuchhändler, die v. Hase in der Fromann’schen Buchhandlung in Jena, bei K. F. Koehler und Breitkopf & Härtel in Leipzig, Karl & Faber in München, Bote & Bock und Raabe & Plothow in Berlin, dem Berg-Verlag in München u. a. absolvierte. Seit 1923 baute v. Hase eine Sammlung von Spielkarten auf, die bis 1945 als die größte in Privatbesitz galt. Zugleich begann er mit Veröffentlichungen zur Geschichte des frühen Buchdrucks, die erst mit seinem Tod endeten. Von 1929 bis 1931 war v. Hase im Buch-, Musikalien- und Antiquariatshandel tätig, 1932–1935 war er wissenschaftlicher Mitarbeiter im Börsenverein der Deutschen Buchhändler. Am 1. Oktober 1935 trat v. Hase bei Breitkopf & Härtel ein und wurde am 1. Oktober 1936 zum Teilhaber des väterlichen Verlages. Die Arbeitsjahre wurden unterbrochen durch den Zweiten Weltkrieg, in dem v. Hase nur mit Sonderurlaub gelegentlich im Verlag tätig sein konnte. Als Mitglied des 1934 verbotenen Jungdeutschen Ordens war v. Hase mit dessen Mitgliedern der Fliegerabwehr-Maschinengewehr-Abteilung, damals ein getarnter Vorläufer der Luftwaffe, beigetreten. Diese Zugehörigkeit ersparte ihm die Mitgliedschaft in Partei und SA. 1942 wurde er nach Paris zur Luftflotte 3 beordert, wo er als Reserveoffizier im Generalstab der Luftwaffe diente.
Im Dezember 1945 wurde v. Hase aus amerikanischer Kriegsgefangenschaft nach Wiesbaden entlassen, wohin mit Hilfe der amerikanischen Militärregierung bereits im Juni Teile des Verlages übergeführt worden waren. Zusammen mit dem Bruder Hellmuth von Hase (1891–1979) begann dort im „Pariser Hof“ der Wiederaufbau des Verlags, zunächst noch als Niederlassung. Das Verlagsgebäude in Leipzig war 1943 in großen Teilen zerstört worden.

Die Grundlage für die Neugründung des Verlags im Westen: Lizenz des „Military Government“ vom 21. Januar 1947

Am 21. Januar 1947 erhielt v. Hase zusammen mit Rosemarie Lienau (Musikverlag Robert Lienau), vom „Military Government“ die Lizenz (Nr. US-W-2035) für den Wiesbadener Verlag: „In 1945 fand ich in Walter Hinrichsen, dem Bruder meines Schulfreundes Max Hinrichsen, einen besonders freundlichen Förderer für die Erlangung der Lizenz für Breitkopf & Härtel“. In den Jahren der Abwesenheit des Bruders in Freiburg (Mitte 1946 bis Ende 1949) war Martin v. Hase alleiniger Leiter des Verlags. Der Geschäftsanteil des Bruders Hellmuth wurde ihm am 19. November 1946 übergeben. Der Leipziger Verlag wurde 1952 von der Regierung der DDR enteignet, die beiden Brüder in Abwesenheit verurteilt.
Von 1949 bis 1955 war v. Hase Mitglied des Vorstands des Deutschen Musikverleger-Verbandes, 1958–1962 Vertreter im Verlegerausschuss des neuen Frankfurter Börsenvereins. 1961 schied er aus der Verlagsleitung aus, blieb aber Kommanditist.
Danach widmete er sich ganz seinen wissenschaftlichen Arbeiten zum Buchdruck des 16. Jahrhunderts, vor allem in Erfurt. 1965–1971 war er wissenschaftlicher Leiter des Archivs der Vereinigten Altenburger und Stralsunder Spielkartenfabriken in Leinfelden bei Stuttgart, die nach 1945, nachdem sie im Westen Fuß gefasst hatten, seine Spielkartensammlung angekauft hatten.
„Dr. von Hase ist der Typ eines Mannes, in dem sich wissenschaftliche und verlegerische Veranlagung zu einer fruchtbaren Synthese vereinigt haben. Heute (1966) kommt seinen Forschungen der Schwerpunkt zu.“

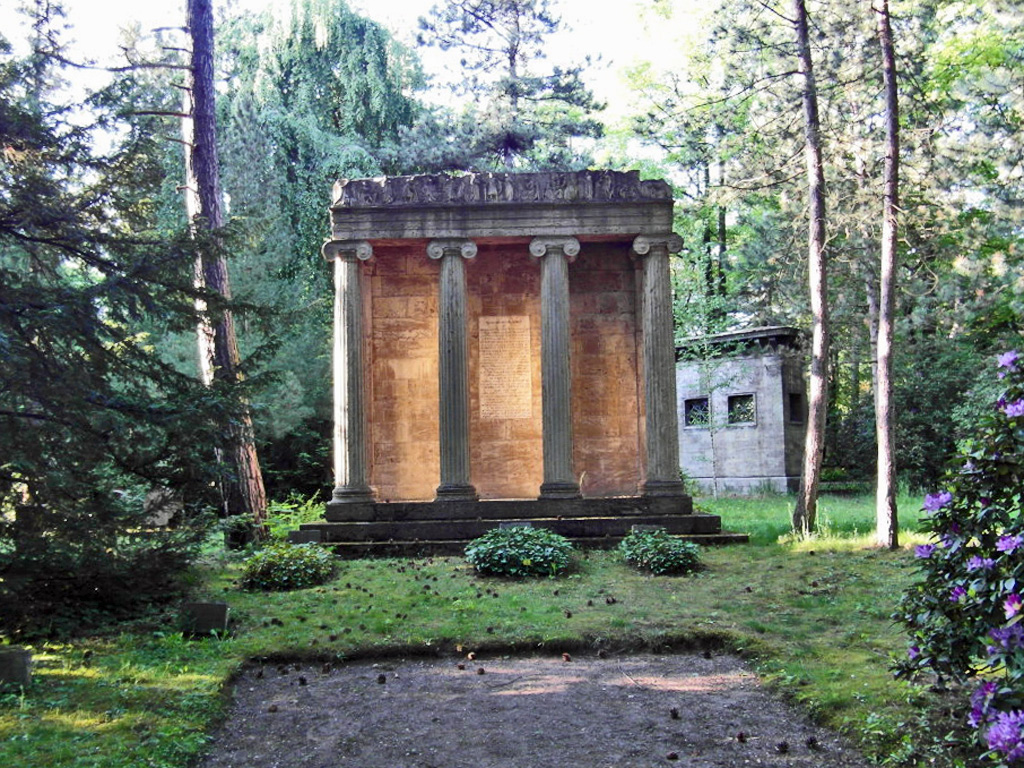
von Hase'sches Grabmal auf dem Südfriedhof Leipzig

Martin von Hase wurde im Familiengrab auf dem Leipziger Südfriedhof beigesetzt.

## Veröffentlichungen (Auswahl)
- Johann Michael genannt Buchführer alias Michel Kremer. Seine Tätigkeit als Buchführer und Buchdrucker in Erfurt und Jena (1511–1577) unter besonderer Berücksichtigung der von ihm verwendeten Holzschnitte. Mit einer Bibliographie seiner Drucke. Straßburg (Heitz) 1928. Nachträge in: Gutenberg-Jahrbuch 1957, S. 131 ff.
- dasselbe: Straßburg (Heitz) 1928, in: Studien zur deutschen Kunstgeschichte, Heft 259.
- Verzeichnis der im Jahre 1933 eingezogenen und beschlagnahmten Schriften und Zeitschriften. Im Auftrag des Börsenvereins der Deutschen Buchhändler bearb. Leipzig (Börsenverein), 1934.
- Verzeichnis der verbotenen erotischen Bücher und Zeitschriften. Bearb. im Auftrag des Börsenvereins der Deutschen Buchhändler; Leipzig (Börsenverein der Deutschen Buchhändler), 1935 (zunächst nur Probedruck, s. dann 1952).
- Ein Mönchskalbdruck des Jacob Köbel in Oppenheim mit gefälschtem Impressum, in: Gutenberg-Jahrbuch 1935, S. 154 ff.
- Spielkarten aus 6 Jahrhunderten – Sammlung Martin von Hase, in: Archiv für Buchgewerbe, 72. Jg. 1935, S. 319 ff.
- Mathes Maler: Der Drucker der „Neuen Zeitung aus Jucatan“ vom Jahre 1522: Mathes Maler in Erfurt, in: Archiv für Buchgewerbe 1935, 72, S. 297 ff.
- Zwei Drucke des Temporals des Johannes Regiomontanus von Wolfgang Stürmer in Erfurt, in: Otto Glauning zum 60. Geburtstag, Leipzig 1936, S. 61 ff.
- Sebaldus Striblita in Erfurt, der erste deutsche Kursivdrucker (1510), in: Gutenberg-Jahrbuch 1936, S. 94 ff.
- Die in Erfurt von Mathes Maler und Melchior Sachse gedruckten Ausgaben der Rechenbücher von Adam Riese, in: Gutenberg-Jahrbuch 1937, S. 121 ff.
- Hieronymus Commelinus, ein Heidelberger Buchdrucker und Verleger der 2. Hälfte des 16. Jahrhunderts, in: Börsenblatt 105, 1938, 177, S. 610 ff.
- Erfurter Medizinische Drucke aus der 1. Hälfte des 16. Jahrhunderts, in: Sudhoff’s Archiv für Geschichte der Medizin 30, 1938, B.S. S. 194 ff.
- Ernst von Gera, ein vergessener Jenaer Buchdrucker der 2. Hälfte des 16. Jahrhunderts, in: Gutenberg-Jahrbuch 1940, S. 317 ff.
- Friedrich Perthes, ein deutsches Vorbild, in: Börsenblatt F.A.7, 1951, Nr. 91, S. 440.
- Verzeichnisse verbotener Schriften in der ersten Hälfte des 20. Jahrhunderts, in: Börsenblatt F.A. 8, 1952, Nr. 13, S. 54 ff.
- Erfurter Kleindrucke des 2. Viertels des sechzehnten Jahrhunderts, in: Gutenberg-Jahrbuch, 1952, S. 103 ff. (I: Conrad Treffer 1528–1530); 1953, S. 92 ff. (II: Andreas Rauscher 1530–1535); 1954, S. 198 ff. (III: Wolff Heinick 1535); 1955, S. 143 ff. (IV: Christoffel Goldhammer und Anna Goldhammer 1538–1540); 1955, S. 143 ff. (V: Merten von Dolgen 1541–1571)
- Die Widmungsvorrede im Buche des 16. Jahrhunderts, in: Börsenblatt F.A. 9, 1953, 56, S. 344.
- Die Drucker der Erfurter Euchiridien, Mathes Maler und Johannes Loersfeld, in: Jahrbuch für Liturgik und Hymnologie 2, 1956, S. 91 ff.
- Kritische Betrachtung der über die Geschichte des Buchdrucks in Erfurt erschienenen Gesamtdarstellungen und größeren Teildarstellungen, in: Archiv für Geschichte des Buchwesens, Bd. I, 1956, S. 393 ff.
- Die deutschen Ausgaben der Confessio Augustana des 16. Jahrhunderts, in: Börsenblatt F.A. 12, 1956, 76, S. 1334.
- Der Wittenberger Bibeldruck von 1522–1626, in: Börsenblatt F.A. 12, 1956, 88, S. 1529 ff.
- Regensburger Buchdruckerkunst aus sechs Jahrhunderten, in: Börsenblatt F.A. 12, 1956, 101, S. 1829.
- Ulrich von Hutten und seine Drucker, in: Börsenblatt F.A. 12, 1956, 101, S. 1827 ff.
- Casanoviana, in: Börsenblatt F.A., 13, 1957, 5, S. 67.
- Das Klugsche Gesangbuch von 1533, in: Börsenblatt F.A.13, 1957, 5, S. 66.
- Die Jenaer Schriftgießer, in: Börsenblatt F.A. 13, 1957, 15, S. 212 ff.
- Ludwig Richter und sein Schülerkreis, in: Börsenblatt F.A. 13, 1957, 26, S. 421.
- Die Jenaer Schriftgießer seit dem Jahre 1557 (Eine Ergänzung), in: Börsenblatt F.A. 13, 1957, 50, S. 805.
- Christian von Mechel, Kupferstecher und Kunsthändler (1737–1817), in: Börsenblatt F.A. 13, 1957, 50, S. 804 ff.
- Niederdeutsche Bibliographie, in: Börsenblatt F.A. 14, 1958, 27, S. 397 ff.
- Deutsche Musikbibliographien des 17. Jahrhunderts, in: Börsenblatt F.A.14, 1958, Nr. 32, S. 558 ff.
- Die Geschichte der Ingolstädter Buchdrucker und Verleger, in: Börsenblatt F.A. 14, 1958, 38, S. 634 ff.
- Die Jahrbücher für Liturgik und Hymnologie als Materialsammlung zur Geschichte des Buchwesens, in: Börsenblatt F.A. 14, 1958, 43, S. 699 ff. (I); F.A. 18, 1962, 33 (II), S. 735 ff.; F.A. 15, 1963,67 (III), S. 1449 ff.; F.A. 22, 1966, 33, (IV), S. 851 ff.; 1969, 82 (V), S. 2566 ff.
- Der Zweibrücker Drucker Georg Ritter. 1795–1854, in: Börsenblatt F.A. 14, 1958, 49, S. 1091 ff.
- Facsimile-Ausgaben von Drucken des 16. Jahrhunderts, in: Börsenblatt F.A. 14, 1958, 52, S. 836 ff.
- Die Bibliographie der Jakob-Böhme-Ausgaben, in: Börsenblatt F.A. 14, 1958, 52, S. 837 ff.
- Münchner Spielkarten um 1523, in: Börsenblatt F.A. 14, 1958, 101, S. 1714 ff.
- Elias Sauerländer, Buchdrucker zu den Barfüssern in Erfurt, in: Börsenblatt F.A. 14, 1958, 101, S. 1719 ff.
- Zur Geschichte der Spielkarte, in: Börsenblatt F.A. 15, 1959, 23, S. 395 ff.
- Casanova Gleanings, in: Börsenblatt F.A.15, 1959, 32, S. 528 ff.
- „Kurze Geschichte des Buchhandels in Deutschland“. Zu Karl Ludwigs Kurze Geschichte des Buchhandels in Deutschland, in: Börsenblatt F.A. 15, 1959, 73, S. 91 ff.
- Die Geschichte der Jenaer Universitätsbibliothek, in: Börsenblatt F.A.16, 1960, 15, S. 290 ff.
- Das Œuvre des Kupferstechers Christian von Mechel (1737–1817). Zu dem gleichnamigen Buch von Lukas Heinrich Wüthrich, in: Börsenblatt F.A. 16, 1960, 25, S. 446 ff.
- Zur Geschichte der Spielkarte. Z.L.Sporhan-Krempel: Eine Handvoll Glück. Plaudereien um Spielkarten und Kartenspieler, in: Börsenblatt F.A. 16, 1960, 32, S. 637 ff.
- Neue Facsimileausgaben von Drucken des 16., 17. und 18. Jahrhunderts, in: Börsenblatt F.A. 16, 1960, 46, S. 992 ff.
- Das Buch des 16. Jahrhunderts und der Antiquariatsbuchhandel (Vortrag), in: Börsenblatt F.A. 16, 1960, Nr. 89, S. 1937 ff.
- Hundert Jahre Reformationsdrucke aus der Sammlung Baron von Neufforge, in: Börsenblatt F.A. 17, 1961, Nr. 35, S. 663 ff.
- Weller-Kuczynski-Kaanke, Quellen zur Geschichte des Humanismus und der Reformation in Faksimileausgaben von Drucken des 16. Jahrhunderts, in: Börsenblatt F.A. 17, 1961, 49, S. 1012 ff.
- Panzer, Weller, Becker, Wackernagel, von Dommer. Nachdrucke wichtiger Bibliographien zur Geschichte des Buchdrucks im 15. und 16. Jahrhundert im Jahre 1961 (Weigel, Rudolff; Amman, Jobst), in: Börsenblatt F.A. 18, 1962, 15, S. 240 ff.
- Die Buchholzschnitte des Hans Baldung Grien, in: Börsenblatt F.A.18, 1962, 103–104, S. 2268 ff.
- Peter von Mainz und die Holzschnitte zu den von Hans Knappe in Erfurt gedruckten Ausgaben des Vegetius 1511, in: Börsenblatt F.A. 18, 1962,27a, S. 607 ff.
- Die zeitgenössischen Luther-Drucke der Landesbibliothek Coburg, in: Börsenblatt F.A. 18, 1962,53, S. 1237 ff.
- Lutherdrucke auf der Hamburger Stadtbibliothek, in: Börsenblatt F.A. 18, 1962, 88, S. 1039.
- Lutherdrucke von 1526–46, in: Börsenblatt F.A. 18, 1962, 103/04 S. 2270 ff.
- Bibliographie der Schriften des Täufers Hans Denk, in: Börsenblatt F.A. 18, 1962, 100, S. 2222.
- Musikverlagsnummern, in: Musikhandel. Off. Fachblatt für den Handel mit Musikalien, 134, 1962, S. 208 ff.
- Das Buch vom Buch (Besprechung des von Helmut Presser verfaßten Buchs), in: Börsenblatt F.A. 19, 1963, 24, S. 501 ff.
- Die Zwingli-Biographie von Georg Finsler, in: Börsenblatt F.A. 19, 1963, 38, S. 724 ff.
- Johann Bugenhagen: Neues zur Bugenhagen-Forschung, in: Börsenblatt F.A. 19, 1963, 38, S. 723 ff.
- Bibliographie des Täufertums 1520–1630, in: Börsenblatt F-A. 19,1963, 49, S. 1119 ff.
- Melanchthon-Drucke des 16. Jahrhunderts. Rückblick und Ausschau, in: Börsenblatt F.A. 19, 1963, 58, S. 1270 ff.
- Bibliographie der Bibel und des Neuen Testaments in französischer Sprache bis zum Ende des 16. Jahrhunderts, in: Börsenblatt F.A. 19, 1963, 76, S. 1730.
- Erk-Böhmes Deutscher Liederhort als Reprint, in: Börsenblatt F.A.19, 1963, 76, S. 1731 ff.
- Die Buchdruckerkunst in Bamberg von 1458/59 bis 1519, in: Börsenblatt F.A. 20, 1964, 39, S. 992 ff.
- Bibliotheca Theologica William Jacksons, in: Börsenblatt F.A. 20, 1964, 5, S. 78 ff.
- Der Kölner Drucker Johannes Prael (1530–1537), in: Börsenblatt F.A. 1964, 5, S. 74 ff.
- Die von Melchior Sachse in Erfurt 1532–1544 gedruckten Ausgaben des Volksbuches von Eulenspiegel, Joseph Benzing zum 60. Geburtstag, in: Börsenblatt F.A. 20, 1964, 24, S. 548 ff.; in: Eulenspiegel-Jahrbuch 4, 1964, S. 15 ff.
- Der erste Buchdruck in Tübingen (1498–1534), in: Börsenblatt F.A. 20, 1964, 33, S. 730 ff.
- Die Buchdruckerkunst in Bamberg von 1458/59 bis 1519, in: Börsenblatt F.A.20, 1964, 39, S. 992 ff.
- Georgius Wolfgangius Panzer: Annales typographici, in: Börsenblatt F.A.20, 1964, 45, S. 1112 ff.
- Bibliotheca Bugenhagiana et Corvinia, in: Börsenblatt, F.A., 20, 1964, 54, S. 1268 ff.
- Die hochdeutschen Drucker der Reformationszeit, in: Börsenblatt, F.A. 20, 1964, 54, S. 1273 ff.
- Straßburg beim Cammerlander 1531–1548, in: Börsenblatt F.A. 20, 1964, 75, S. 1858 ff.
- Bilderkatalog über Drucke aus der ersten Hälfte des 16. Jahrhunderts (Typenrepertorium deutscher Drucker), in: Börsenblatt F.A. 20, 1964, 86, S. 2097 ff.
- Bilderfolgen in Drucken des 15. Jahrhunderts. Studien zur Inkunabel-Illustration in Ulm und Straßburg, in: Börsenblatt F.A. 20, 1964, 94, S. 2335 ff.
- Die Illustration der Lutherbibel 1522–1700, in: Börsenblatt F.A. 20, 1964, 101, S. 2496 ff.
- Der italienische Humanismus in der Blütezeit des Basler Buchdrucks, in: Börsenblatt F.A. 21, 1965, 7, S. 119.
- Das Köchelverzeichnis 1964 und der Antiquar, in: Börsenblatt F.A. 21, 1965, 16, S. 282 ff.
- Die Buchholzschnitte des Hans Schäufelein, in: Börsenblatt F.A. 21, 1965, 41, S. 921 ff.
- Bibliographie der astronomischen Literatur in Deutschland von 1454–1630, in: Börsenblatt F.A. 21, 1965, 49, S. 1187 ff.
- Neues über alte Spielkarten, in: Börsenblatt F.A. 21, 1965, 61, S. 1540 ff.
- Vorreden humanistischer Drucke in Köln im ersten Drittel des 16. Jahrhunderts, in: Börsenblatt F.A. 22, 1966, 33, S. 848 ff.
- Bibliographie der gedruckten Schriften des Andreas Bodenstein von Karlstadt, in: Börsenblatt F.A. 22, 1966, 42, S. 1173 ff.
- Hans Luft, Buchdrucker zu Wittenberg und Königsberg (1495–1584), in: Börsenblatt F.A. 22, 1966, 42, S. 1176.
- Schottenloher: Bibliographie zur deutschen Geschichte im Zeitalter der Glaubensspaltung. VVII. Band. in: Börsenblatt F.A. 22, 1966, 62, S. 1529 ff.
- Bibliographie der Erfurter Drucke von 1501–1550, in: Archiv für Geschichte des Buchwesens, Bd. LVI; in: Börsenblatt 22, 1966, 99, S. 2586 ff.- 2. Auflage Archiv für Geschichte des Buchwesens Bd. 8, 1967, Sp. 655 ff.-3. erweiterte Auflage Nienkoop: De Graaf 1968.
- Hans Sporer d. J. und seine Erfurter Zeit (1494–1500), in: Börsenblatt 22, 1966, 35, S. 1019 ff. und: Archiv für Geschichte des Buchwesens, Bd. 7, 1966–67, Sp. 1141 ff.
- Knaake I,44 oder Benzing 71? Zur Literaturbibliographie (nicht: Biographie) von Joseph Benzing, in: Börsenblatt F.A. 23, 1967, 17, S. 367 ff.
- Die Flugschriftensammlung Gustav Freytag, in: Börsenblatt F.A. 23, 1967, 31, S. 809 ff.
- Klosterneuburger Altdrucke-Isnyer Reformationsdrucke, in: Börsenblatt F.A. 23, 1967, 72, S. 1063 ff.
- Spielkarten aus aller Welt vom Mittelalter bis zur Gegenwart. Aus dem Museum des Vereins Altenburger und Stralsunder Spielkartenfabriken Leinfelden bei Stuttgart und aus deutschen Sammlungen. Kat. Ausst. Stuttgart 1968 (Der Katalog wurde als eines der 50 schönsten Bücher des Jahres ausgezeichnet).
- Zwei Probedrucke des lateinischen Belials von Jacobus de Theramo des Augsburger Druckers Günther Zainer im Spielkartenmuseum Leinfelden, in: Gutenberg-Jahrbuch 1968, S. 106 ff.
- Spielkarten aus fünf Jahrhunderten, Kat. Ausst. Köln-Mülheim, 1969.
- Artikel und Nachrufe zu Verlagen und Verlegern: Verlag Hug & Co, 1958; Verlag Robert Lienau, Berlin, 1960; Dr. Johannes Petschull, 1961; Karl Radecke 1961; Johann Alsbach 1961; Curt Frauendorf, 1962; Hans Riedel 1963; Adolf Hieber, 1963; Ludwig Strecker 1963, Verlag Bote & Bock 1963; Paul Kasch, 1967; Max Niedermayer 1969.